# Нарковые
Нарковые, или наркины (лат. Narkinae) — подсемейство хрящевых рыб семейства нарциновых отряда электрических скатов. Они обитают в умеренных и тропических водах Индо-Тихоокеанской области от Южной Африки до Японии и Индонезии. Встречаются от зоны прибоя до края континентального шельфа и верхней части материкового склона на глубине до 350 м. Ведут донный образ жизни, характеризуются крупными, уплощёнными грудными плавниками в форме диска и длинным хвостом. Они способны генерировать электрический ток. Максимальная зарегистрированная длина 46 см. Научное название происходит от слова др.-греч. νάρκη — «оцепенение», «неподвижность».

## Описание
Размер взрослых скатов колеблется от 8 до 46 см. Грудные плавники образуют овальный, круглый или грушевидный диск. Кожа лишена чешуи. Рыло удлинённое и широко закруглённое. Хрящевой каркас редуцирован и представляет собой тонкий медиальный стержень. Этой чертой они отличаются от скатов семейства Narcinidae, у которых удлинённое рыло поддерживают широкие ростральные хрящи. Рот прямой, очень узкий, челюсти не способны сильно выдвигаться вперёд, в углах рта имеются складки, а по периферии пролегает небольшая борозда. Ноздри расположены непосредственно перед ртом и соединены с ним широкой канавкой. Они окружены длинными кожными складками, которые соединяются, образуя центральный лоскут, частично покрывающий рот.
У скатов, принадлежащих к родам Heteronarce и Electrolux имеются два спинных плавника, у крассинарок, нарок и тифлонарок — один, а у темер спинные плавники отсутствуют. Хвост довольно длинный, оканчивается крупным, закруглённым и симметричным хвостовым плавником.
Окраска дорсальной поверхности тела коричневого или красно-коричневого цвета. Она может быть пятнистой, полосатой или глазчатой, однако у большинства видов сложный узор или глазки отсутствуют. Вентральная поверхность, как правило, окрашена в белый или коричневатый цвет. У основания грудных плавников сквозь кожу проглядывают электрические парные органы в форме почек.

## Биология
Эти скаты являются медлительными донными рыбами. Они предпочитают дно с мягким грунтом. Рацион состоит в основном из мелких донных беспозвоночных. Они могут генерировать электрический ток средней силы, который используют для защиты. Все виды размножаются яйцеживорождением, эмбрионы вылупляются из яиц в утробе матери.

## Классификация
- - Crassinarke Takagi, 1951 — Крассинарки[1]
    - Crassinarke dormitor Takagi, 1951 — Крассинарка

  - Electrolux Compagno, Heemstra, 2007
    - Electrolux addisoni Compagno, Heemstra, 2007

  - Heteronarce Regan, 1921
    - Heteronarce bentuviai (Baranes & J. E. Randall, 1989)
    - Heteronarce garmani Regan, 1921
    - Heteronarce mollis (Lloyd, 1907)
    - Heteronarce prabhui Talwar, 1981

  - Narke Kaup, 1826 — Нарки[1]
    - Narke capensis (Gmelin, 1789) — Капская нарка[1]
    - Narke dipterygia (Bloch & Schneider) — Индо-тихоокеанская нарка, или Индийский электрический скат
    - Narke japonica (Temminck & Schlegel, 1850) — Японская нарка, или японский электрический скат[1]

  - Temera J. E. Gray, 1831 — Темеры
    - Temera hardwickii  J. E. Gray, 1831 — Темера

  - Typhlonarke Waite, 1909 — Тифлонарки, или слепые электрические скаты[1]
    - Typhlonarke aysoni (A. Hamilton, 1902) — Слепой электрический скат, или тифлонарка[1]
    - Typhlonarke tarakea Phillipps, 1929 — Тифлонарка-таракеа[1]